# Rafael Zornoza Boy
Rafael Zornoza Boy (ur. 31 lipca 1949 w Madrycie) – hiszpański duchowny katolicki, biskup Kadyksu i Ceuty od 2011.

## Życiorys

### Prezbiterat
Święcenia kapłańskie otrzymał 19 marca 1975 i został inkardynowany do archidiecezji madryckiej. Przez kilkanaście lat pracował w jednej z madryckich parafii. W 1991, po powstaniu diecezji Getafe, otrzymał inkardynację do tejże diecezji i został sekretarzem tamtejszego biskupa, zaś w 1994 został także rektorem nowo powstałego seminarium w Getafe.

### Episkopat
13 grudnia 2005 papież Benedykt XVI mianował go biskupem pomocniczym diecezji Getafe, ze stolicą tytularną Mentesa. Sakry biskupiej udzielił mu 5 lutego 2006 bp Joaquín María López de Andújar.
30 sierpnia 2011 został biskupem ordynariuszem diecezji Kadyksu i Ceuty.